# アブドーラ・タンバ
アブドーラ・タンバ（Abdullah Tamba、1950年5月27日 - 2001年9月6日）は、メキシコ・メキシコシティ出身のプロレスラー。

## 来歴
養父のオクタビオ・ガオナ（元NWA世界ミドル級王者）のトレーニングを受け、1970年にデビュー。タンバのリングネームで活動後、1982年8月、スコルピオ（ラファエル・ヌニェス）との髪切りマッチに敗れてスキンヘッドになったことを機にアブドーラ・タンバと改名。メキシコに遠征していたアブドーラ・ザ・ブッチャーのパートナーにも起用された。
唯一の来日は1983年3月、新日本プロレスの『ビッグ・ファイト・シリーズ第1弾』。ブッチャーそっくりの風貌で人気を集め、初代タイガーマスクらと対戦した。ブッチャーとのタッグは日本では実現していない。
2001年9月6日死去。

## 得意技
- ダイビング・ボディ・プレス
- プランチャ・スイシーダ

## 獲得タイトル
- 連邦区ヘビー級王座